# Schulscharfe Stelle
Schulscharfe Stellen bezeichnet ein Programm der Landesregierung von Nordrhein-Westfalen, dem Lehrermangel und der Überalterung des Lehrkörpers durch die im Ansatz entbürokratisierte Einstellung von Lehrerbewerbern direkt an den Bedarf habenden Schulen zu begegnen.
In Baden-Württemberg gibt es ein vergleichbares Programm, das es ermöglicht, Lehrerstellen mittels „schulscharfen Ausschreibungen“ direkt durch die Schulen besetzen zu lassen. Dabei geht es allerdings weniger darum, Seiteneinsteiger für den Schuldienst zu gewinnen, als den Schulen zu ermöglichen, zum Schulprofil passende Bewerber durch ein schulscharfes Bewerbungsgespräch mit spezifischeren Fragen selbst auszuwählen. 
Siehe auch: Mikätzchen